# Morti nell'809
| Questa pagina contiene informazioni ricavate automaticamente dalle voci biografiche con l'ausilio del template Bio e di un bot. L'aggiornamento è periodico e automatico e ricostruisce completamente la pagina. Se manca una persona in questa lista, sei pregato di non aggiungerla, ma accertati piuttosto che la sua voce biografica contenga il template Bio e che i dati anagrafici siano correttamente compilati. Se il template Bio manca, inseriscilo tu stesso o, in alternativa, metti l'avviso {{tmp\|Bio}} che ne segnala la mancanza. Se i dati riportati sono sbagliati, correggi direttamente la voce biografica; le modifiche saranno visibili in questa lista entro pochi giorni. Per chiarimenti vedi il progetto biografie. La lista contiene solo le 7 persone che sono citate nell'enciclopedia e per le quali è stato implementato correttamente il template Bio. Pagina aggiornata al 27 gen 2025. |

- 24 marzo - Hārūn al-Rashīd, califfo (n. 766)
- 26 marzo - Ludgero di Münster, abate, vescovo e santo tedesco
- 14 giugno - Ōtomo no Otomaro, militare giapponese (n. 731)
- Aureolus, conte
- Drasco, condottiero obodrita (n. 752)
- Elfodd, vescovo gallese
- Obadiah, sovrano